# Correio francês em Creta

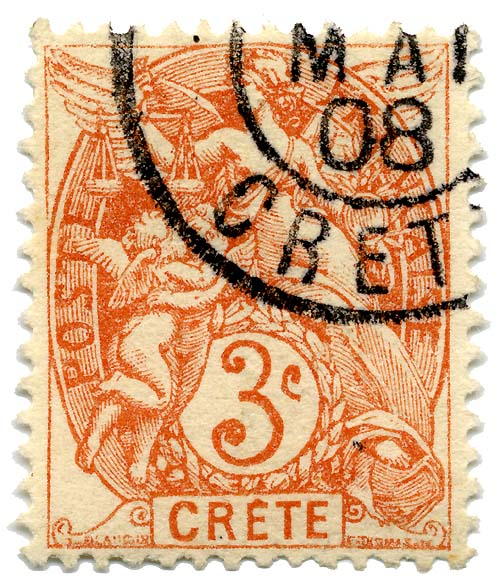
selo de 3c, usado em maio de 1908

Os correios franceses em Creta estão entre um conjunto de correios mantidos em Creta por várias potências estrangeiras que a ocuparam após a guerra civil de 1898-99 na ilha (que conduziu à sua separação do Império Otomano e a sua união à Grécia, em 1913. A França foi um desses países. Foram assim estabelecidos serviços postais franceses que funcionavam em postos localizados em cidades como Chania, Ierápetra, Retimno e Siteía, durante a fase de protetorado que durou de 1898 a 1913. Nesta última data foram encerrados todos esses serviços.
Durante essa fase, selos comuns franceses foram emitidos levando a sobrecarga "CRETE".